# The Roots
The Roots é um grupo de hip hop americano, formado em 1987 por "Black Thought" e "Questlove" em Filadélfia, Pensilvânia, Estados Unidos.
The Roots são conhecidos por uma abordagem jazzy e eclética de hip-hop com instrumentos musicais ao vivo. Malik B., Leonard "Hub" Hubbard, e Josh Abrams foram adicionados à banda (anteriormente denominada "The Square Roots").
Desde sua primeira versão álbum independente a banda lançou 10 álbuns de estúdio, dois EP, dois álbuns de colaboração (com outros artistas), e também colaborou em gravações e shows ao vivo com uma grande variedade de artistas de vários gêneros musicais. The Roots atuou como a banda principal no Late Night da NBC com Jimmy Fallon de 2009 a 2014, e atualmente atua no The Tonight Show com Jimmy Fallon desde 2014. O trabalho dos The Roots tem sido consistentemente aclamado pela crítica.

## Biografia

### Primeiros Anos
The Roots originou-se em Philadelphia com Ahmir "Questlove" Thompson e Tariq "Black Thought" Trotter quando ambos estavam na High School de Philadelphia. A Dupla ia para as esquinas, Questlove tocava tambores de balde e Tariq cantava seus ritmos. Seu primeiro show organizado foi um show de talentos na escola em 1989, onde eles usaram o nome Radio Activity, que começou uma série de mudanças de nome que progrediu através de Black Thought para o futuro e, em seguida, The Square Roots. Em 1992, removeram o "Square" porque um grupo local reivindicou o nome.
Organix foi o primeiro álbum da banda, lançado e vendido de forma independente em 1993. Ele atraiu ofertas de rótulos de música, e a banda assinou com DGC/Geffen. O primeiro álbum de The Roots para DGC, Do You Want More? !!! ?? !, foi lançado em 1994. Foi um sucesso moderado entre os fãs de música alternativa, impulsionado pela aparição do grupo no Lollapalooza. A banda tocou no Montreux Jazz Festival naquele ano. Visitantes como o beatboxer Rahzel e produtor Scott Storch, juntou-se The Roots.
O lançamento de 1996 Illadelph Halflife foi o primeiro álbum do grupo a quebrar o Top 40 na Billboard 200, estimulado pela MTV com o vídeo da música "What They Do" (uma paródia de clichês de vídeo rap) E "Clones", que foi seu primeiro single para chegar ao top cinco nas paradas de rap. "What They Do" foi também o primeiro single do grupo a atingir o Top 40 das paradas da Billboard, atingindo um pico de 34º lugar. Enquanto continuava no caminho da instrumentação ao vivo, o som do álbum era um pouco mais Dark.

### Sucesso com Things Fall Apart
O grupo lançou Things Fall Apart em 1999. Este foi o seu álbum de ponta, atingindo o 4º lugar nas paradas da Billboard 200 e ganhando um recorde de ouro, significando vendas dos EUA de pelo menos 500.000 unidades. O álbum foi eventualmente certificado platina em abril de 2013. Mos Def contribuiu para a faixa intitulada "Double Trouble". A faixa "Act Two" apresenta a banda Africano-Belga Zap Mama e o rapper Common. A trilha "You Got Me", um dueto com a cantoras de R&B Erykah Badu, Eve e Jill Scott pretendida por Black Thought, a música alcançou o 39º lugar no Billboard Hot 100 charts. No 42º Grammy Awards "You Got Me" ganhou o prêmio de Melhor Desempenho de Rap por um duo ou grupo, e o álbum foi nomeado para Melhor Álbum de Rap.
Steve Huey do site allmusic.com considerou a banda com "uma forte afinidade pelo movimento neo soul" no álbum. Beanie Sigel e Eve ajudaram a levá-los a grandes acordos de gravação mais tarde (com Roc-A-Fella e Ruff Ryders, respectivamente). Após este álbum, Dice Raw deixou o coletivo para gravar seu álbum de estreia solo Reclaiming the Dead. No verão, a banda se apresentou no concerto de Woodstock '99 em Nova York.

### Phrenology
Vários membros, incluindo o membro de longa data Malik B., deixaram o grupo. Em dezembro de 2001, The Roots juntou-se á Jay-Z para o seu concerto MTV Unplugged. Com a popularidade aumentada veio pressão crescente. The Roots liberaram o Phrenology (nomeado após o pseudoscience da frenologia) em 2002. Apesar de não atingir o mesmo nível de Things Fall Apart, alcançou um pico de No. 28 nos charts, Phrenology era sucesso comercial, sendo certificado em ouro, e ganhando uma nominação de Grammy Para Melhor Álbum de Rap. Na época, porém, surgiram rumores de que The Roots estavam perdendo o interesse em sua assinatura com a MCA. Durante este tempo, a banda voltou a se juntar com Jay-Z para seu concerto 2003 da despedida em Madison Square Garden, e apareceu no acompanhamento Fade to Black, no concerto do filme.

### The Tipping Point
Depois de Phrenology, Ben Kenney e Scratch deixaram o grupo; Kenney se juntou à banda de rock Incubus. Isto culminou com o lançamento de 2004 The Tipping Point, o subproduto de várias jam sessions. O álbum ganhou mais duas indicações ao Grammy: uma para Melhor Performance Urbana/Alternativa para a faixa "Star/Pointro" e outra para Melhor Rap Performance By A Duo ou Group para a faixa "Do not Say Nuthin. The Tipping Point atingiu o quinto lugar na lista de álbuns da Billboard. Em 2005, Home Grown! The Beginner's Guide to Understanding the Roots, Volumes 1 e 2, um álbum de compilação de dois discos, foi lançado. The Roots estavam entre diversos músicos no filme de 2006 de Dave Chappelle "s Party, cujo evento ocorreu em setembro de 2004, dois anos mais tarde o filme foi liberado.

### Game Theory
Game Theory foi liberada em 29 de agosto, 2006, pela Def Jam. Questlove descreve o álbum como sendo muito escuro e refletivo do estado político na América. O primeiro single do álbum, "Don't Feel Right", apareceu na internet em maio de 2006, e está disponível para download gratuito em vários sites. O primeiro vídeo do álbum, intitulado "The Don't Feel Right Trilogy", estreou em 21 de agosto de 2006, e apresenta três músicas, "In The Music", "Here I Come" e "Don't Feel Right". Ganhou um 83 em Metacritic e 2 Nominações no Grammy. O falecido J Dilla é homenageado em diferentes ocasiões ao longo do álbum. A trilha 1 é creditada para ser "supervisionada por J Dilla". A faixa 13 "Can't Stop This" é dedicada à sua personalidade, Em seguida, uma seqüência de artistas fala sobre J Dilla na forma de chamadas.

### Rising Down
O oitavo álbum de estúdio da banda The Roots, Rising Down, foi lançado em 29 de abril de 2008, o aniversário de 16 anos dos motins de Los Angeles em 1992.
Nas semanas que antecederam o lançamento do álbum, o primeiro single original "Birthday Girl", uma colaboração radiofônica com Patrick Stump, do Fall Out Boy, foi removido do álbum alegadamente porque não se encaixava no tom do álbum. Ficou como um download digital disponível no iTunes como faixa bônus, bem como em lançamentos internacionais.
Recolhendo onde Game Theory parou, o álbum mantém um tom escuro e político, com Black Thought e vários convidados ventilando sobre os males da sociedade de hoje. Entre os convidados do álbum estão Chrisette Michele, Common, Mos Def, Saigon, Styles P, Talib Kweli e Wale; Também conta com artistas de Filadélfia, Dice Raw, DJ Jazzy Jeff, Peedi Crakk, Greg Porn e Truck North, além do ex-membro Malik B. Rising Down apresenta The Roots incorporando um toque mais eletrônico e sintetizado em seu som. Rising Down foi lançado para a aclamação da crítica, obtendo uma pontuação total de 80 no Metacritic.

### How I Got Over
How I Got Over reflete o alívio que a banda sentiu no final do mandato de Bush e o início da presidência de Obama. Convidados incluem Blu, Phonte e Patty Crash.  Em vez de confiar em amostras, o álbum foi gravado ao vivo, com covers (incluindo Celestial Blues, com o artista original da música, Andy Bey) sendo reinterpretados pela banda. O álbum foi lançado em 22 de junho de 2010.
Em 24 de junho de 2009, The Roots estreou o primeiro single e a faixa-título do álbum ao vivo no Late Night com Jimmy Fallon. A canção apresenta colaboradores de longa data do The Roots.

### Wake Up!
The Roots colaborou com o cantor de R&B John Legend no álbum Wake Up!. O álbum foi lançado em 21 de setembro de 2010 e foi divulgado dois dias depois com um concerto ao vivo no Terminal 5 em Nova York com John Legend e Jennifer Hudson que foi transmitido no YouTube. Em 30 de outubro de 2010, The Roots e John Legend tocaram ao vivo no Rally para Restaurar a Sanidade/ou o Medo em Washington, DC

### Betty Wright: The Movie
The Roots colaboraram com a cantora de R&B Betty Wright no álbum de 2011 Betty Wright: O filme, creditado a Betty Wright e o The Roots. O álbum, co-produzido por Wright e Questlove, foi nomeado para um Grammy 2012 no "Best Traditional R&B Performance".

### Undun
The Roots lançou seu décimo terceiro álbum Undun via Def Jam Records em 6 de dezembro de 2011. O primeiro single "Make My" vazou em 17 de outubro de 2011. Undun conta a história de seu personagem semi-fictício, Redford Stephens, que luta sem sucesso para evitar uma vida de crime e dinheiro rápido. O nome do álbum é inspirado na canção de "The Guess Who", "undun", e o personagem recebeu o nome da música de Sufjan Stevens "Redford". O álbum conta com artistas como Aaron Livingston, Big K.R.I.T., Phonte, Dice Raw, Greg Porn, Truck North, Bilal e Sufjan Stevens.

### ...And Then You Shoot Your Cousin
The Roots lançou ...And Then You Shoot Your Cousin em 19 de maio de 2014. O primeiro single, "When the People Cheer", foi lançado em 7 de abril de 2014.
Black Thought descreveu o álbum como um olhar satírico sobre a violência no hip-hop e na sociedade americana em geral.

### Próximos Trabalhos
Em uma entrevista com a TV Fuse, Questlove disse" tenho dois ou três segredo, grandes projetos musicais que eu estou trabalhando em que eu realmente não posso falar.", Em setembro de 2016 The Roots juntou-se ao Usher em um concerto do benefício do cidadão global em Montreal, Canadá, lançando a especulação de uma colaboração principal entre os dois atos.

## Integrantes
Membros atuais:
Black Thought - vocais rap (1987-presente)
Questlove - bateria (1987-presente)
Kamal Gray - teclados (1994-presente)
F. Knuckles - percussão (2001-presente)
Capitão Kirk Douglas - guitarra (2003-presente)
Tuba Gooding, Jr. (Damon Bryson) - sousaphone/tuba (2007-presente)
Mark Kelley - baixo (2011-presente)
James Poyser - teclados (Tonight Show estrelado por Jimmy Fallon e performances ocasionais apenas)
*No Programa Tonight Show por Jimmy Fallon, o Roots também incluem David Guy e Ian Hendrickson-Smith.
Membros antigos:
Malik B. - rap vocals (1987-1999)
Kid Crumbs (Kenyatta Warren) - vocais rap (1993)
Rubberband (Josh Abrams) - baixo (1992)
Rahzel - beatboxing (1995-2001)
Dice Raw - vocais rap (1995-2001) (colaborador freqüente com a banda)
Scott Storch - teclados (1993-1995)
Nikki Yeoh - teclados (1994)
Ben Kenney - guitarra, baixo (2000-2003)
Martin Luther - vocais (2003-2004)
Scratch - beatboxing (1996-2003)
Leonard 'Hub' Hubbard - baixo (1992-2007)
Owen Biddle - baixo (2007-2011)

## Late NighteThe Tonight Show com Jimmy Fallon
Em março de 2009, The Roots se tornou a nova banda oficial da casa em Late Night com Jimmy Fallon, com "Here I Come" como tema do show. Em fevereiro de 2014 Jimmy Fallon se mudou e se tornou o anfitrião do The Tonight Show, The Roots acompanhou Jimmy e se juntou também.
The Roots apresentam fortemente durante todo o show, fornecendo músicas de transições e fora de comerciais, bem como a música de abertura "Here I Come" e levantar o show. Fallon freqüentemente interage com a banda durante o curso do show, e eles ocasionalmente fornecem trechos de música para alguns monologue executando piadas (como Funkin GoNuts). Eles também fornecem música e tambor rolos para os jogos com convidados mostram, juntamente com temas para os jogos e segmentos (como Dardos de Insanidade, Roda de Carpete Samples, ou Natal Sweaters).
Em 22 de novembro de 2011, a congressista e candidata presidencial dos EUA Michele Bachmann foi convidada no Late Night. Para sua entrada, The Roots jogou um trecho da canção de 1985 de Fishbone, "Lying Ass Bitch", resultando em desculpas de Fallon e Questlove dos The Roots e a NBC. O incidente quase resultou na demissão dos The Roots do programa, mas o momento do feriado de Ação de Graças e uma gafe de segurança nacional de Bachmann pouco depois ajudaram a desarmar a situação na mídia. Como resultado do incidente, a NBC aprova todos andam em canções antes de filmar cada show.

### Sketches
Um dos primeiros esboços envolvendo The Roots foi o "Freestyling with the Roots". Fallon encontra um membro da audiência e os faz falar sobre si mesmo e um tópico. A informação é transmitida para Black Thought juntamente com um gênero de música, e eles, em seguida, compor uma música no local. Nos primeiros dias do show em 2009, havia apreensão sobre o seu ajuste geral com o show, mas após a primeira aparição deste esboço e sua recepção bem-sucedida, "...Eles sabiam que eles estavam lá para a vida."
Thank You Notes, um segmento todas as sextas-feiras, envolve o tecladista James Poyser de forma proeminente. O segmento começa com "Posso obter algum obrigado escrevendo música James?" Com Poyser tocando e normalmente agindo perturbado. Fallon então tenta se envolver com ele para fazê-lo sorrir antes de continuar o segmento.
Slow Jam a notícia apresenta Fallon e Black Thought, muitas vezes com um convidado da celebridade, rimando sobre um "slow-jam" jogado pelos Roots. As letras são frequentemente eventos políticos ou atuais relacionados, com os convidados geralmente aparecendo para falar sobre uma questão pertinente para eles. 

## Discografia
Álbuns de estúdio
- 1993: Organix
- 1995: Do You Want More?!!!??! (1995)
- 1996: Illadelph Halflife (1996)
- 1999: Things Fall Apart
- 2002: Phrenology
- 2004: The Tipping Point
- 2006: Game Theory
- 2008: Rising Down
- 2009: How I Got Over
- 2010: Wake Up! (com John Legend)
- 2011: Undun
- 2014: ...And Shoot Your Cousin

EP
- 1994: From the Ground Up
- 1999 The Legendary

Ábuns collaborativos
- 2011: Betty Wright: The Movie (com Betty Wright)
- 2013: Wise Up Ghost (com Elvis Costello)